# Барабанов Микола Степанович
Микола Степанович Барабанов — радянський діяч, відповідальний секретар Павлоградського окружного комітету КП(б)У. Член ВУЦВК.

## Життєпис
Член РСДРП(б) з 1917 року.
У жовтні 1923 — липні 1926 року — відповідальний секретар Павлоградського окружного комітету КП(б)У.
Подальша доля невідома.